# Antiandrógeno no esteroideo
Un antiandrógeno no esteroideo (NSAA, por sus siglas en inglés) es un antiandrógeno con una estructura química no esteroidal. Por lo general, son antagonistas selectivos y completos o silenciosos del receptor de andrógenos (RA) y actúan bloqueando directamente los efectos de los andrógenos como la testosterona y la dihidrotestosterona (DHT).   Los NSAA se usan en el tratamiento de afecciones dependientes de andrógenos en hombres y mujeres. Son el inverso de los antiandrógenos esteroideos (SAAs, por sus siglas en inglés), que son antiandrógenos que son esteroides y están estructuralmente relacionados con la testosterona.

## Usos médicos
Los NSAA se usan en medicina clínica para las siguientes indicaciones:
- Cáncer de próstata en hombres.
- Enfermedades de la piel y el cabello dependientes de andrógenos como acné, hirsutismo,[4] seborrea y pérdida de cabello (alopecia androgénica) en mujeres
- Hiperandrogenismo, debido al síndrome de ovario poliquístico o hiperplasia suprarrenal congénita, en mujeres
- Como componente de la terapia hormonal para personas transgénero[5]
- Pubertad precoz en niños
- Priapismo en hombres

### Medicamentos disponibles
| Nombre genérico | Clase        | Tipo                                   | Marca(s)              | Vía(s)                                              | Presentación | Estado       | Visitasa  |
| --- | ------------ | -------------------------------------- | --------------------- | --------------------------------------------------- | ------------ | ------------ | --------- |
| Acetato de abiraterona | Esteroide    | Inhibidor de la síntesis de andrógenos | Zytiga                | Oral                                                | 2011         | Disponible   | 523,000   |
| Allylestrenol | Esteroide    | Progestina                             | Gestanin, Perselin    | Oral                                                | 1961         | Disponible b | 61,800    |
| Aminoglutetimida | No esteroide | Inhibidor de la síntesis de andrógenos | Cytadren, Orimeten    | Oral                                                | 1960         | Disponible b | 222,000   |
| Apalutamida | No esteroide | Antagonista de AR                      | Erleada               | Oral                                                | 2018         | Disponible   | 50,400    |
| Bicalutamida | No esteroide | Antagonista de AR                      | Casodex               | Oral                                                | 1995         | Disponible   | 754,000   |
| Acetato de clormadinona | Esteroide    | Progestina; Antagonista de AR          | Belara, Prostal       | Oral                                                | 1965         | Disponible   | 220,000   |
| Acetato de ciproterona | Esteroide    | Progestina; Antagonista de AR          | Androcur, Diane       | Oral, Inyección intramuscular                       | 1973         | Disponible   | 461,000   |
| Acetato de delmadinona | Esteroide    | Progestina; Antagonista de AR          | Tardak                | Veterinario                                         | 1972         | Veterinario  | 42,600    |
| Enzalutamida | No esteroide | Antagonista de AR                      | Xtandi                | Oral                                                | 2012         | Disponible   | 328,000   |
| Flutamida | No esteroide | Antagonista de AR                      | Eulexin               | Oral                                                | 1983         | Disponible   | 712,000   |
| Caproato de gestonorona | Esteroide    | Progestina                             | Depostat, Primostat   | Inyección intramuscular                             | 1973         | Disponible b | 119,000   |
| Caproato de hidroxiprogesterona | Esteroide    | Progestina                             | Delalutin, Proluton   | Inyección intramuscular                             | 1954         | Disponible   | 108,000   |
| Ketoconazol | No esteroide | Inhibidor de la síntesis de andrógenos | Nizoral, others       | Oral, tópico                                        | 1981         | Disponible   | 3,650,000 |
| Acetato de medroxiprogesterona | Esteroide    | Progestina                             | Provera, Depo-Provera | Oral, Inyección intramuscular, Inyección subcutánea | 1958         | Disponible   | 1,250,000 |
| Acetato de megesterol | Esteroide    | Progestina; Antagonista de AR          | Megace                | Oral                                                | 1963         | Disponible   | 253,000   |
| Nilutamida | No esteroide | Antagonista de AR                      | Anandron, Nilandron   | Oral                                                | 1987         | Disponible   | 132,000   |
| Acetato de osaterona | Esteroide    | Progestina; Antagonista de AR          | Ypozane               | Veterinario                                         | 2007         | Veterinario  | 87,600    |
| Oxendolona | Esteroide    | Progestina; Antagonista de AR          | Prostetin, Roxenone   | Inyección intramuscular                             | 1981         | Disponible b | 36,100    |
| Espironolactona | Esteroide    | Antagonista de AR                      | Aldactone             | Oral, tópico                                        | 1959         | Disponible   | 3,010,000 |
| Topilutamida | No esteroide | Antagonista de AR                      | Eucapil               | Tópico                                              | 2003         | Disponible b | 36,300    |
| "Notas a pie de página:" a = Visitas = Visitas de la búsqueda en Google (a partir de febrero de 2018). b = Disponibilidad limitada/mayormente descontinuada. Clase: Esteroide = Antiandrógeno esteroidal. No esteroide= Antiandrógeno no esteroidal. Fuentes: Ver artículos individuales. |              |                                        |                       |                                                     |              |              |           |

## Farmacología
A diferencia de los SAA, los NSAA tienen poca o ninguna capacidad para activar el AR, no muestran actividad hormonal fuera del objetivo, como actividad progestogénica, glucocorticoide o antimineralocorticoide, y carecen de efectos antigonadotrópicos. Por estas razones, han mejorado la eficacia y la selectividad como antiandrógenos y no reducen los niveles de andrógenos, sino que actúan bloqueando directamente las acciones de los andrógenos al nivel de su objetivo biológico, el AR.  

## Lista de NSAA

### Comercializados

#### Primera generación
- Flutamida (Eulexin): comercializada para el tratamiento del cáncer de próstata y también utilizada en el tratamiento del acné, el hirsutismo y el hiperandrogenismo en las mujeres.[3][4] También se ha estudiado en el tratamiento de la hiperplasia prostática benigna.[6] Ahora poco utilizado debido a la alta incidencia de enzimas hepáticas elevadas y hepatotoxicidad y la disponibilidad de agentes más seguros.
- Nilutamida (Anandron, Nilandron): comercializado para el tratamiento del cáncer de próstata.  Muy poco utilizado debido a una alta incidencia de neumonitis intersticial y altas tasas de varios efectos secundarios únicos y desfavorables como náuseas y vómitos, trastornos visuales e intolerancia al alcohol .
- Bicalutamida (Casodex): comercializado para el tratamiento del cáncer de próstata y también utilizado en el tratamiento del hirsutismo en mujeres,  como componente de la terapia hormonal para mujeres transgénero,[5] para retrasar la pubertad precoz en niños,[7] a prevenir o aliviar el priapismo[8] y para otras indicaciones. También se ha estudiado en el tratamiento de la hiperplasia prostática benigna.  Con mucho, el NSAA más utilizado, debido a su perfil favorable de eficacia, tolerabilidad y seguridad .
- Topilutamida (Eucapil): también conocida como fluridil. Comercializado como medicamento tópico para el tratamiento del patrón de pérdida de cabello (alopecia androgénica) en la República Checa y Eslovaquia . La disponibilidad limitada y la falta de una formulación oral para uso sistémico lo convierten en un medicamento muy poco conocido.

#### Segunda generación
- Apalutamide (Erleada): comercializado para el tratamiento del cáncer de próstata. Muy similar a la enzalutamida, pero con una distribución reducida del sistema nervioso central y, por lo tanto, se espera que tenga un riesgo reducido de convulsiones y otros efectos secundarios centrales.
- Enzalutamida (Xtandi): comercializado para el tratamiento del cáncer de próstata. Más eficaz que los NSAAs de primera generación debido a una mayor eficacia y potencia y no muestra riesgo de enzimas hepáticas elevadas o hepatotoxicidad. Sin embargo, tiene un riesgo pequeño (1%) de convulsiones y tiene efectos secundarios en el sistema nervioso central como ansiedad e insomnio debido a la inhibición fuera del objetivo del receptor GABAA que los NSAAs de primera generación no tienen. Además, tiene prominentes interacciones farmacológicas debido a la moderada a fuerte inducción de múltiples enzimas delcitocromo P450. Actualmente en patente sin disponibilidad genérica y, por lo tanto, es muy costoso.
- Darolutamida (Nubeqa): comercializada para el tratamiento del cáncer de próstata. Estructuralmente distinto de enzalutamida, apalutamida y otros NSAAs. En relación con la enzalutamida y la apalutamida, muestra una mayor eficacia como antagonista de AR, una mejor actividad contra las variantes de AR mutadas en el cáncer de próstata, poca o ninguna inhibición o inducción de enzimas del citocromo P450 y poca o ninguna distribución en el sistema nervioso central. Sin embargo, tiene una vida media terminal mucho más corta y una potencia más baja.

#### Diversos
- La cimetidina (Tagamet): Un antagonista del receptor H2 de la histamina de venta libre que también muestra una actividad muy débil como antagonista de la RA. También inhibe las enzimas del citocromo P450 y, por lo tanto, inhibe el metabolismo del estradiol hepático y aumenta los niveles de estradiol circulante. Se ha investigado en el tratamiento del hirsutismo pero mostró una eficacia mínima. A veces causa ginecomastia como un raro efecto secundario.

Los inhibidores de la síntesis de andrógenos no esteroideos como el ketoconazol también se pueden describir como "NSAAs", aunque el término generalmente se reserva para describir los antagonistas de AR. 

### No comercializados

#### En desarrollo
- Proxalutamida (GT-0918): un NSAA de segunda generación. Está en desarrollo para el tratamiento del cáncer de próstata. Similar a la enzalutamida y la apalutamida, pero con mayor eficacia como antagonista de AR, poca o nula distribución en el sistema nervioso central y sin inducción de convulsiones en animales.

- Seviteronel (VT-464) es un inhibidor de la biosíntesis de andrógenos no esteroideos que se encuentra en desarrollo para el tratamiento del cáncer de próstata.

#### Desarrollo interrumpido
- Cioteronel (CPC-10997; Cyoctol, Ethocyn, X-Andron): un NSAA de primera generación estructuralmente único. Se estaba desarrollando como medicamento oral para el tratamiento de la hiperplasia prostática benigna y como medicamento tópico para el tratamiento del acné y la pérdida de cabello. Alcanzó las fases II y III de los ensayos clínicos para estas indicaciones antes de ser suspendido por falta de eficacia.
- Acetato de inocoterona (RU-38882, RU-882): un NSAA similar a los esteroides. Se estaba desarrollando como medicamento tópico para el tratamiento del acné, pero se suspendió debido a una efectividad insuficiente en los ensayos clínicos.
- RU-58841 (PSK-3841, HMR-3841): un NSAA de primera generación relacionado con la nilutamida. Se estaba desarrollando como medicamento tópico para el tratamiento del acné y la pérdida de cabello, pero su desarrollo se suspendió durante los ensayos clínicos de fase I.

## Otras lecturas
- «Non-steroidal antiandrogens: synthesis and biological profile of high-affinity ligands for the androgen receptor». J. Steroid Biochem. Mol. Biol. 48 (1): 111-9. 1994. PMID 8136296. doi:10.1016/0960-0760(94)90257-7.
- «Androgen receptor antagonists (antiandrogens): structure-activity relationships». Curr. Med. Chem. 7 (2): 211-47. 2000. PMID 10637363. doi:10.2174/0929867003375371.
- «Nonsteroidal antiandrogens: a therapeutic option for patients with advanced prostate cancer who wish to retain sexual interest and function». BJU Int. 87 (1): 47-56. 2001. PMID 11121992. doi:10.1046/j.1464-410x.2001.00988.x.
- «Combined androgen blockade: the case for bicalutamide». Clin Prostate Cancer 3 (4): 215-9. 2005. PMID 15882477. doi:10.3816/cgc.2005.n.002.
- «Pharmacokinetics and pharmacodynamics of nonsteroidal androgen receptor ligands». Pharm. Res. 23 (8): 1641-58. 2006. PMC 2072875. PMID 16841196. doi:10.1007/s11095-006-9024-3.
- Kolvenbag, Geert J. C. M.; Furr, Barrington J. A. (2009). «Nonsteroidal Antiandrogens».  En V. Craig Jordan; Barrington J. A. Furr, eds. Hormone Therapy in Breast and Prostate Cancer. Humana Press. pp. 347–368. ISBN 978-1-60761-471-5. doi:10.1007/978-1-59259-152-7_16.
- «Developments in nonsteroidal antiandrogens targeting the androgen receptor». ChemMedChem 5 (10): 1651-61. 2010. PMID 20853390. doi:10.1002/cmdc.201000259.
- «Non-steroidal antiandrogen monotherapy compared with luteinizing hormone-releasing hormone agonists or surgical castration monotherapy for advanced prostate cancer: a Cochrane systematic review». BJU Int. 116 (1): 30-6. 2015. PMID 25523493. doi:10.1111/bju.13026.
- «Advancements in Non-steroidal Antiandrogens as Potential Therapeutic Agents for the Treatment of Prostate Cancer». Mini Rev Med Chem 16 (7): 531-46. 2016. PMID 26776222. doi:10.2174/1389557516666160118112448.

- Datos: Q39052384